# Посольство України в Хорватії
Посольство України в Республіці Хорватія та Боснії і Герцеговині (за сумісництвом) — дипломатичне представництво України у Республіці Хорватія та за сумісництвом у Боснії і Герцеговині, розташоване в Загребі.
При посольстві діє Торговельно-економічна місія та Консульський відділ.

## Цілі і завдання
Основне завдання Посольства України в Загребі — представляти інтереси України, сприяти розвитку політичних, торговельно-економічних, культурно-просвітницьких, науково-технічних та інших зв'язків, а також захищати права та майнові інтереси українських фізичних і юридичних осіб, які перебувають на території Хорватії та Боснії і Герцеговини.
Діяльність посольства спрямована на зміцнення міждержавних відносин між Україною та Хорватією, а також між Україною та Боснією і Герцеговиною на всіх рівнях, забезпечення гармонійного розвитку цих взаємин, а також співробітництва з питань, що становлять взаємний інтерес.

## Передісторія
5 грудня 1991 р. Хорватський сабор визнав незалежність України, а 11 грудня 1991 р. Україна стала першою країною-членом ООН, яка визнала незалежність Республіки Хорватія. 18 лютого 1992 року шляхом обміну нотами було встановлено між обома країнами дипломатичні відносини. 26 січня 1994 р. в ході першого офіційного візиту керівника МЗС України А. М. Зленка до Хорватії було підписано Протокол про співпрацю двох МЗС та Угоду про безвізові поїздки власників дипломатичних та службових паспортів. Цього самого дня підписано Протокол про здійснення консульських відносин між Україною та Республікою Хорватія.
12 жовтня 1992 року Президія Верховної Ради України своєю постановою визнала державну незалежність Боснії і Герцеговини, а 20 грудня 1995 року встановила дипломатичні відносини.
Із 17 листопада 2004 року в столиці Боснії і Герцеговини Сараєво розпочало діяльність Відділення Посольства України в Республіці Хорватія, від чого посольство дістало назву Посольство України в Республіці Хорватія та Боснії і Герцеговині (за сумісництвом).

## Філії посольства

### Почесне консульство України в Задарі
Почесний консул України в Республіці Хорватія Нікола Малич.

Адреса: місто Задар, вул. Краля Твртке, 3.

Межі консульського округу: Задарська, Сплітсько-Далматинська, Дубровницько-Неретванська, Шибеницько-Книнська та Ліцько-Сенська жупанії

### Почесне консульство України Малінська
Почесний консул України в Республіці Хорватія Нікола Турчич.

Адреса: Омішаль, Пушча, 131

Межі консульського округу: Істрійська і Приморсько-Горанська жупанії.

### Відділення Посольства в Боснії і Герцеговині
Перший секретар: Костянтин Васильович Субботін

Адреса: місто Сараєво, вул. Фра Анджела Звіздовича, 1
Координати: 43° 51' 25.4" пн. ш 18° 24' 23.3" сх. ш

## Керівники дипломатичної місії
1. Шостак Анатолій Миколайович (1995–2001), посол
2. Олефіров Андрій Володимирович (2001) т.п.
3. Кирик Віктор Андрійович (2001–2006)
4. Лубківський Маркіян Романович (2006–2009)
5. Зайчук Борис Олександрович (2009–2010)
6. Чернишенко Анатолій Вадимович (2010) т. п.
7. Левченко Олександр Михайлович (2010–2017)
8. Сімонов Ярослав Андрійович (2018) т. п.
9. Горопаха Сергій Віталійович (2019) т.п.
10. Кирилич Василь Петрович (2019[2]-)